# Régiment de Septimanie dragons
Le régiment de Septimanie-dragons est un éphémère régiment de cavalerie français d'Ancien Régime, créé en 1744 et licencié en 1749 après la paix d'Aix-la-Chapelle. Un second régiment, dit de Septimanie-cavalerie, sera formé en 1784 à partir du 4e régiment de chevau-légers, et incorporé en 1788 au régiment Colonel-Général hussards.

## Création
Le régiment est créé sur délibération des États de Languedoc, qui se sont offerts de l'entretenir pour la durée de la guerre de Succession d'Autriche. Les drapeaux du régiment sont bénis, en présence des États et du duc de Richelieu, commandant en chef du Languedoc, dans la basilique Notre-Dame-des-Tables de Montpellier.
- 1er mars 1744 : création du régiment de Septimanie-dragons par ordonnance royale[1]
- 20 janvier 1749 : licenciement du régiment par ordonnance royale[2]

## Équipement

### Habillement
L'uniforme était constitué d'un habit rouge doublé de vert, aux parements et boutonnières jaunes, et aux boutons dorés. Le dessus de selle était rouge bordé de fil d'or et orné d'une croix de Languedoc de chaque côté.

## Historique

### Colonels et mestres de camp
- 1744 : Louis-Antoine-Sophie de Vignerot du Plessis, duc de Fronsac, dont le père, le duc de Richelieu, était commandant en chef du Languedoc de 1738 à 1755.

### Campagnes et batailles
- Guerre de Succession d'Autriche